# Bruchhausen (Ettlingen)
Bruchhausen ist mit 4968 Einwohnern (Stand 30. Juni 2022) der größte Stadtteil von Ettlingen im Landkreis Karlsruhe in Baden-Württemberg. Es liegt rund drei Kilometer südlich der Kernstadt.

## Geschichte
Im Jahre 1102 wurde der Ort als „Luitfridswilri“ erstmals urkundlich erwähnt. Der adlige Dorfherr Luitfried ließ sich dort 1150 mitten im Sumpf, dem so genannten Bruch, eine Wasserburg errichten – am Ende der heutigen Hochburgstraße.
Der Begriff „Bruchhüser“ taucht 1367 das erste Mal auf. Zu dieser Zeit war das Dorf im Besitz der Markgrafschaft Baden und bildete mit Ettlingenweier und Oberweier den Stab Weier als eine Verwaltungseinheit, wobei Ettlingenweier als offiziell älteste Siedlung den Vorsitz innehatte.
Im Jahr 1942 wurde im Rahmen des Autobahnbaus entlang der Herbststraße ein Zwangsarbeiterlager der Organisation Todt eingerichtet, das wahrscheinlich bis 1944 betrieben wurde. Die meisten Akten zu der Anlage wurden allerdings vernichtet, sodass nicht viel darüber bekannt ist.
Bis in die 1950er Jahre war Bruchhausen ein kleines, hauptsächlich landwirtschaftlich geprägtes Dorf. Am 1. Oktober 1974 wurde Bruchhausen in die Stadt Ettlingen eingegliedert.
Heute sind die Sümpfe trockengelegt. Dennoch sind die Bruchhausener in den Nachbargemeinden immer noch als „Froschbacher“ bekannt. Seit dem Jahr 2002 ziert ein großer steinerner Frosch den Kreisverkehr am nördlichen Ortseingang.
Dank zahlreicher Baugebiete und gutem Anschluss an öffentliche Verkehrsmittel, hat sich Bruchhausen zu einer Art Vorort von Karlsruhe entwickelt. Ein kleines Gewerbegebiet vor Ort sorgt für einige Arbeitsplätze.

### Frühere Schreibweisen
Frühere Schreibweisen des Ortes aus diversen historischen Karten und Urkunden:
| - 1102 „Luitfridswilri“ - 1150 „Viculum in palude situm“ (ein Dörfchen, eine Siedlung, die in einem Sumpf liegt) - 1367 „Bruchhüser“ - 1427 „Bruchhuesern“ - 1453 „Bruchhusere“ |

### Kurioses
Im Jahr 1952 wurde mit einem großen Festakt „800 Jahre Bruchhausen“ gefeiert, da Bruchhausens älteste urkundliche Erwähnung damals aus dem Jahr 1152 datierte. Kurz vor der Jahrtausendwende wurde dann gerade noch rechtzeitig eine urkundliche Erwähnung von 1102 entdeckt (erwähnt ist die „Villa Luitfridswilri“), so dass 2002 „900 Jahre Bruchhausen“ gefeiert werden konnte. Damit gibt es in Bruchhausen Bürger, die sowohl die 800- als auch die 900-Jahr-Feier ihres Ortes miterlebt haben.

## Politik

### Stadtoberhäupter
Bürgermeister:
- 1923 – 1939: Theodor Heinzler (Zentrum, nach der Machtergreifung parteilos, von der Kreisleitung wegen angeblicher Dienstunfähigkeit abgesetzt)
- 1939 – 1940: Alfred Müller (NSDAP, von der Kreisleitung ernannt, an die Front einberufen)
- 1940 – 1943: Theodor Becker (NSDAP, von der Kreisleitung ernannt, an die Front einberufen)
- 1943 – 1945: Theodor Müller (NSDAP, von der Kreisleitung ernannt, von der Militärregierung abgesetzt)
- 1945 – 1948: Otto Brendel (CDU, von der Militärregierung ernannt)
- 1948 – 1949: Fritz Michel (CDU, von der Militärregierung wegen SA-Mitgliedschaft abgesetzt)
- 1949 – 1958: Otto Speck (CDU)
- 1958 – 1974: Franz Kühn (CDU)

Ortsvorsteher:
- 1974 – 1984: Franz Kühn (CDU)
- 1984 – 19. März 2014: Helmut Haas (CDU, aus gesundheitlichen Gründen zurückgetreten)
- 19. März 2014 – 10. Juli 2014: Kurt Mai (SPD, kommissarisch)
- seit 10. Juli 2014: Wolfgang Noller (CDU)

### Gemeindepartnerschaften
Seit 1962 besteht eine Gemeindepartnerschaft mit Fère-Champenoise im Département Marne, Frankreich.

## Infrastruktur

### Kindergärten
- St. Michael: Katholischer Kindergarten mit fünf altersgemischten Gruppen und zwei Krippengruppen
- Pinkepank: Freier Kindergarten mit einer Gruppe
- St. Josef: Katholischer Kindergarten mit drei Krippengruppen und einer Kindergartengruppe

### Kirchen
- Pfarrei St. Josef der Katholischen Seelsorgeeinheit Ettlingen Land
- Evangelische Luthergemeinde

### Schule
Geschwister-Scholl-Schule: Grundschule (bis 2011 auch Hauptschule mit Werkrealschule).
Weiterführende Schulen befinden sich in Ettlingen.

### Verkehr
Bruchhausen hat über seinen außerhalb gelegenen Haltepunkt Bruchhausen (b Ettlingen) Anbindung an die Rheintalbahn (Nahverkehr zum IC/ICE Knotenpunkt Karlsruhe). Diese erfolgt über zwei verschiedene Regionabahn-Linien (RB41/RB44), darüber hinaus an den Tagesrandlagen auch von auf den DB-Gleisen fahrende Stadtbahn-Linie Karlsruhe/Rastatt/Baden-Baden (S71) der Stadtbahn Karlsruhe. Daneben besteht auch Anbindung an die Stadtbahn-Linie Hochstetten/Karlsruhe/Bad Herrenalb über die Bus-Linie Ettlingen/Bruchhausen/Malsch, die im 20-Minuten-Takt verkehrt.
Seit Anfang der 2000er-Jahre gibt es Pläne für eine Stadtbahn-Linie, die durch das Zentrum von Bruchhausen verkehren soll. Im April 2006 wurde mit dem Beginn des Planfeststellungsverfahrens der nächste Schritt für die Stadtbahn gemacht.
Die Autobahn (A5 Frankfurt-Karlsruhe-Basel und A8 Karlsruhe-Stuttgart-München) ist über die nahen Auffahrten in Ettlingen in wenigen Minuten zu erreichen.

### Versorgung
Bruchhausen verfügt im Gegensatz zu anderen Stadtteilen von Ettlingen über einige Einkaufsmöglichkeiten für den täglichen Bedarf, unter anderem mehrere Supermärkte, Bäcker, Metzger und eine Tankstelle.

## Freizeit

### Baden
Neben der Lage lockt Bruchhausen vor allem durch sein Freizeitangebot. Hauptattraktion im Sommer ist der Badesee Buchtzig, ein Baggersee, der nach der Einstellung des Förderbetriebs zu einem vollwertigen Freizeitbad mit Umkleidekabinen, Gastronomie, großer Liegewiese und großem Sandstrand ausgebaut worden ist.

### Veranstaltungen
Zahlreiche Veranstaltungen finden in der Franz-Kühn-Halle statt, einige Vereine haben aber auch eigene Räumlichkeiten neben oder auf der Rückseite der Franz-Kühn-Halle. Oft finden auch Dorffeste, wie z. B. das alljährliche Fußballfest, in einem Festzelt vor der Halle statt.

### Jugendangebote
Neben der Jugendarbeit der örtlichen Sport-, Musik- und Gesangvereine, gibt es auch einen Skaterplatz und einen Bolzplatz, sowie ein Basketballfeld mit zwei Körben.

## Vereine
Durch regelmäßige Auftritte in der Region bekannt sind die Musikvereine Gesangverein Edelweiß Bruchhausen, Harmonika-Club Bruchhausen und Musikverein Bruchhausen 1911.
Unter den Sportvereinen errang der TV 05 Bruchhausen deutsche Meistertitel und einen 3. Platz bei einer Turner-Europameisterschaft. Der FV Alemannia 1919 Bruchhausen spielte in der Fußball-Amateurliga Mittelbaden, damals der dritthöchsten Spielklasse. Der SC 88 Bruchhausen errang deutsche Meistertitel in Leichtathletikdisziplinen.